# Teatre gal·loromà de Mandeure
El Teatre gal·loromà de Mandeure va ser un dels teatres més grans de la Gàl·lia romana amb 142 m de diàmetre i amb una capacitat per a 12.000 espectadors. Situat a Mandeure, prop de Montbéliard, Departament del Doubs, a Borgonya-Franc Comtat. El teatre era el complement d'un temple rectangular, inscrit en el recinte sagrat de forma poligonal de 36 cares. El teatre no tenia ni escena ni mur d'escena. Depenia del temple. Alguns vestigis del teatre subsisteixen avui dia.